# Steve Park
Stephen «Steve» Park es un comediante estadounidense. En un principio comediante en vivo, sus trabajos más conocidos incluyen In Living Color durante la temporada 1991-92 y papeles como Mike Yanagita en Fargo y Sonny en Do the Right Thing. Durante su participación en In Living Color, a menudo interpretó personajes asiáticos, o parodias de personalidades como Yōko Ono y Connie Chung. Está casado con otro miembro de In Living Color, Kelly Coffield.
En ocasiones ha interpretado papeles dramáticos, como el oficial de policía en Un día de furia (1992).
Tras presenciar un incidente mientras hacia un papel como invitado en la serie Friends, escribió una declaración de la misión exigiendo a los medios populares que retraten a los asiáticos de una forma más positiva y no fomenten el odio hacia ellos.
Interpretó un personaje secundario, Mike Sorayama, en la caricatura de Adult Swim Los hermanos Venture. También colaboró de nuevo con los hermanos Coen en A Serious Man (2009).